# NGC 1618
NGC 1618 ist eine Balken-Spiralgalaxie vom Hubble-Typ SBb im Sternbild Eridanus am Südsternhimmel. Sie ist schätzungsweise 215 Millionen Lichtjahre von der Milchstraße entfernt und hat einen Durchmesser von etwa 155.000 Lj. Die Entfernungsmessungen basierend auf den Radialgeschwindigkeiten stimmen nicht mit den rotverschiebungsunabhängigen Entfernungsschätzungen von 144 ± 16 Millionen Lichtjahren überein.
Im selben Himmelsareal befinden sich u. a. die Galaxien NGC 1622 und NGC 1625.
Das Objekt wurde am 1. Februar 1786 von William Herschel entdeckt.